# Diplomys
Diplomys is een geslacht uit de familie van de stekelratten (Echimyidae), onderfamilie Echimyinae. De wetenschappelijke naam van het geslacht werd voor het eerst geldig gepubliceerd in 1916 door Oldfield Thomas. Diplomys is verwant aan het geslacht Echimys, maar in Diplomys zijn naast de bovenste ook de onderste molaren gelamineerd.

## Voorkomen
Dit geslacht komt voor in het Neotropisch gebied, van Panama tot Colombia en het noorden van Ecuador.

## Soorten
Er worden 2 soorten in dit geslacht geplaatst:
- Diplomys caniceps (Günther, 1877) – Zachthaarboomstekelrat
- Diplomys labilis (Bangs, 1901) – Vliegende boomstekelrat